# Bajo el mismo cielo (telenovela)
Bajo el mismo cielo es una telenovela estadounidense, producida por Telemundo Studios para Telemundo. Escrita por Perla Farías. 
Protagonizada por María Elisa Camargo y Gabriel Porras; y con las participaciones antagónicas de Erika de la Rosa, Luis Ernesto Franco, Julio Bracho y Mercedes Molto. Cuenta además con las actuaciones estelares de Alejandro Speitzer, Kendra Santacruz y Liz Gallardo.

## Sinopsis
Carlos Martínez es un mexicano indocumentado que vive en la ciudad de Los Ángeles. Es un hombre honrado y trabajador que tiene el temor constante de ser deportado y perder a sus dos hijos: Luis y Rodrigo Su gran sueño ha sido darles una mejor vida, pero su anhelo se ve ensombrecido cuando su hijo mayor, Rodrigo desaparece sin dejar rastro y se une a una pandilla. Mientras tanto, Carlos procurará proteger y alejar a Luis de las peligrosas redes que azotan la ciudad. En su desesperado intento por cuidarlo mientras trabajaba le roban su camioneta y es cuando conoce a Adela, una expandillera que le robará el corazón.

## Reparto

### Principales
- María Elisa Camargo como Adela Morales / Matilde Gutierréz "Mati"
- Gabriel Porras como Carlos Martínez
- Erika de la Rosa como Felicia Méndez Riobueno
- Luis Ernesto Franco como Rodrigo Martínez Amado "El Faier"
- Julio Bracho como José Ángel Giménez "El Colmillo"
- Alejandro Speitzer como Luis Martínez Amado
- Mercedes Molto como Déborah Fridman Campos
- Kendra Santacruz como Greicy Cordero Quintanilla
- José Guillermo Cortines como Cristóbal Méndez Riobueno
- Liz Gallardo como María Martínez
- Fernando Noriega como Guillermo López "Willy"
- Keller Wortham como Jacob Sanders
- Oka Giner como Susana Sanders Fridman "Susy"
- Raúl Arrieta como Rodolfo Solís Méndez
- Freddy Flórez como Santiago Yépez
- Rosalinda Rodríguez como Laura Morales
- Ximena Ayala como Juana García
- Ahrid Hannaley como Isabel Garrido
- Xavier Rubalcaba como Rodrigo Martínez Amado "El Faier" (Joven)
- Kevin Aponte como Nicolás Hernández "Nick"
- Andrés Zúñiga como Jay Ortega
- Felipe Betancourt como Gacho
- Christina Mason como Noemí Giménez
- Giancarlo Vidrio como Mago
- Alma Itzel como Sharon López

### Secundarios e invitados
- Gilda Haddock como Amanda de Vilalta
- Eunice Nevares como Ramona Campos
- Georgina Palacios como Paulina Garibaldi
- Yrahid Leylanni como Teresa Amado de Martínez
- Carlos Ferro como Matías Morales
- Cristian Adrián como "El Alacrán"
- Juan Pablo Llano como Erick Vilalta
- Braulio Hernández como Pedro Alfredo Solís Martínez
- Nicole Arcí como María Guadalupe Solís Martínez
- Carlos Acosta-Milian como Agente Marín
- Alejandro Fumero Gil como Bryant Anderson
- Roberto Escobar como Alan Landonie
- Cristina Figarola como Oficial Ramírez
- Michelle Posada como Estela

## Premios y nominaciones
| Año  | Premio                    | Categoría                                     | Nominados                            | Resultado |
| ---- | ------------------------- | --------------------------------------------- | ------------------------------------ | --------- |
| 2016 | Premios Tu Mundo          | Actor protagonista favorito - Novela / Serie  | Gabriel Porras                       | Ganador   |
| 2016 | Premios Tu Mundo          | Actriz protagonista favorita - Novela / Serie | María Elisa Camargo                  | Nominada  |
| 2016 | Premios Tu Mundo          | La mala más buena - Novela / Serie            | Erika de la Rosa                     | Ganadora  |
| 2016 | Premios Tu Mundo          | El malo más bueno - Novela / Serie            | Luis Ernesto Franco                  | Ganador   |
| 2016 | Premios Tu Mundo          | Actriz favorita - Novela / Serie              | Ximena Ayala                         | Nominada  |
| 2016 | Premios Tu Mundo          | Actor favorito - Novela / Serie               | Alejandro Speitzer                   | Ganador   |
| 2016 | Premios Tu Mundo          | Revelación del año - Novela / Serie           | Oka Giner                            | Nominada  |
| 2016 | Premios Tu Mundo          | La pareja perfecta - Novela Serie             | Gabriel Porras & María Elisa Camargo | Nominados |
| 2016 | Premios Tu Mundo          | Protagonista con mala suerte                  | Gabriel Porras                       | Nominada  |
| 2016 | Premios Tu Mundo          | Novela / Serie del Año                        | Bajo el mismo cielo                  | Ganadora  |
| 2016 | Premios Miami Life Awards | Actor protagónico                             | Gabriel Porras                       | Ganador   |
| 2016 | Premios Miami Life Awards | Actriz protagónica                            | Maria Elisa Camargo                  | Ganadora  |
| 2016 | Premios Miami Life Awards | Actriz de reparto                             | Erika de la Rosa                     | Ganadora  |
| 2016 | Premios Miami Life Awards | Mejor telenovela                              | Bajo el mismo cielo                  | Ganadora  |

## Versiones
- A Better Life, película estadounidense producida en 2011, dirigida por Chris Weitz y protagonizada por Demián Bichir.